# Opération Trio
Seconde Guerre mondiale
Batailles
- Invasion de l'Albanie
- Guerre italo-grecque
- Invasion de la Yougoslavie
- Opération Châtiment
- Bataille de Grèce
- Opération Abstention
- Bataille de Crète
- Campagne de la mer Noire

L'opération Trio (en serbo-croate Treća neprijateljska ofenziva ou Operacija Trio) est une opération anti-partisans en Croatie, la troisième offensive contre les partisans de Tito, qui eut lieu du 8 avril au 14 juin 1942.

## But de l'opération
Engager et détruire les forces des partisans yougoslaves de Tito et tchetniks en Bosnie orientale.
| \| Drinjača \| |
| Drinjača       |

## Forces en présence
Forces de l'Axe
 Reich allemand
- 717e division d'infanterie (1 régiment)
- 718e division d'infanterie

 Royaume d'Italie
- 1re division alpine "Taurinense" (it) (Quelques éléments)
- 5e division alpine "Pusteria" (it) (Quelques éléments)
- 6e division alpine "Alpi Graie" (it) (Quelques éléments)
- 22e division d'infanterie Cacciatore di Alpi (Quelques éléments)
- 57e division d'infanterie Lombardia (Quelques éléments)
- Groupe de chars légers San Marco[1]
- 1 groupe d'artillerie
- Quelques escadrons motorisés

 État indépendant de Croatie
- 8e régiment d'infanterie (2 compagnies)
- 13e régiment d'infanterie (1 bataillon)
- 15e régiment d'infanterie (2 compagnies)
- 9e groupe d'artillerie (Quelques éléments)
- 11e groupe d'artillerie (1 batterie)
- Troupes des frontières

 Milice croate
- Miliciens de la Légion Noire (Oustachis) (3 bataillons)
- Quelques troupes auxiliaires

Résistance
 Partisans
- 1re brigade prolétarienne (NOU)[2]
- 2e brigade prolétarienne (NOU)
- Détachement de 18 groupes de partisans (NOP)

 Tchetniks
- Partisans indépendants (2 bataillons)

## L'opération

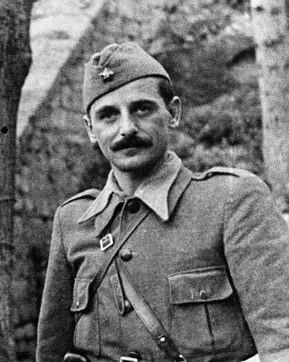
Koča Popović, commandant de la 1re brigade Proletarienne durant l'opération Trio.

L'opération Trio qui devait être la grande opération anti-partisans de la Bosnie orientale, la troisième offensive contre les partisans de Tito, devait se dérouler en trois phases :
1. Trio I à partir du 15 avril, consistant en l'élimination générale des partisans de la région située au Sud-Est de Sarajevo,
2. Trio II, consistant en l'élimination générale des partisans réfugié dans la boucle de la Drina
3. Trio III, la phase finale consistant à la destruction des insurgés dans les montagnes de Ozren.

L'opération Trio I fut lancée par les miliciens oustachis de la Légion Noire le 8 avril, donc avant la date prévue du 15 avril.

Les troupes de la Légion Noire, obtinrent quelques succès dans de violents combats, autour Drinjača sur la Drina, contre les unités de tchetniks résistantes. Avertis, les partisans communistes de la région se retirèrent vers le sud, vers la zone d'occupation italienne.

Ces deux actions nécessitèrent de la part des troupes de l'Axe une réévaluation complète du plan.
Les Italiens n'étant pas en mesure d'apporter la totalité de leur force dans la bataille avant la date prévue, le général allemand Bader, commandant général en Serbie, demande l'autorisation d'annuler toute l'opération.

Toutefois les forces allemandes et croates de la région de Sarajevo, renforcées d'unités oustachies, attaquèrent au Sud de Drinjača réussissant nettoyer la boucle de la Drina le 25 avril en s'appuyant sur les troupes de la 5e division alpine "Pusteria" (it) restée en position fixe, au Sud, afin de bloquer le dispositif.

Cette opération, qui fut menée en parallèle avec l'opération Foca, qui eut lieu à partir du 5 mai, est l'une des plus longues des opérations qui auront lieu en Yougoslavie.

Une course poursuite s'engage alors après les combats du 25 avril jusqu'au 14 juin, entre les troupes italiennes et les Partisans, à travers le Monténégro, le Sandjak et l'Herzégovine.

## Bilan
Du côté des troupes de l'Axe, les Allemands ont perdu 4 morts et 11 blessés, les Croates 9 morts et 11 blessés, les Italiens 3 morts et 1 blessé.

Du côté de la résistance, les partisans ont perdu 80 morts et 786 prisonniers.
Ces pertes ne couvrent que ceux rapportés entre le 8 et le 25 avril et ne comprennent pas les pertes des troupes italiennes et des partisans lors de l'opération Foca.